# Československá basketbalová liga 1973/1974
1. basketbalová liga 1973/1974 byla v Československu nejvyšší ligovou basketbalovou soutěží mužů, v ročníku 1. ligy hrálo 12 družstev. Slavia VŠ Praha Autoškoda získala titul mistra Československa, RH Pardubice skončila na 2. místě a Dukla Olomouc na 3. místě. Z ligy sestoupila tři družstva. Z nováčků se zachránil Baník Handlová, sestoupili dva (Slavoj Vyšehrad, Technika Brno). Dále sestoupil Inter Bratislava.
Konečné pořadí:
1. Slavia VŠ Praha (mistr Československa 1974) - 2. RH Pardubice - 3. Dukla Olomouc - 4. Zbrojovka Brno - 5. NHKG Ostrava - 6. Sparta Praha - 7. Baník Prievidza - 8. Baník Ostrava - 9. Bohemians Praha - další 3 družstva sestup z 1. ligy: 10. Internacionál Slovnaft Bratislava - 11. Slavoj Vyšehrad - 12. Technika Brno

## Systém soutěže
Všech dvanáct družstev odehrálo dvoukolově každý s každým (zápasy doma - venku), každé družstvo odehrálo 22 zápasů.

## Konečná tabulka 1973/1974
| Poř. | Tým              | Z  | V  | P  | Skóre     | Body |
| ---- | ---------------- | -- | -- | -- | --------- | ---- |
| 1.   | Slavia VŠ Praha  | 22 | 20 | 2  | 2166:1763 | 42   |
| 2.   | RH Pardubice     | 22 | 19 | 3  | 2103:1800 | 41   |
| 3.   | Dukla Olomouc    | 22 | 16 | 6  | 2128:1902 | 38   |
| 4.   | Zbrojovka Brno   | 22 | 15 | 7  | 2042:1766 | 37   |
| 5.   | NHKG Ostrava     | 22 | 14 | 8  | 1780:1761 | 36   |
| 6.   | Sparta Praha     | 22 | 12 | 10 | 1903:1909 | 34   |
| 7.   | Baník Prievidza  | 22 | 11 | 11 | 1673:1721 | 33   |
| 8.   | Baník Handlová   | 22 | 7  | 15 | 1687:1853 | 29   |
| 9.   | Bohemians Praha  | 22 | 6  | 16 | 1676:1883 | 28   |
| 10.  | Inter Bratislava | 22 | 5  | 17 | 1690:1977 | 27   |
| 11.  | Slavoj Vyšehrad  | 22 | 5  | 17 | 1713:1901 | 27   |
| 12.  | Technika Brno    | 22 | 2  | 20 | 1671:2005 | 24   |

## Sestavy (hráči, trenéři) 1973/1974
- Slavia VŠ Praha: Jiří Zídek, Jiří Zedníček, Jiří Růžička, Jan Blažek, Gustáv Hraška, Vlastibor Klimeš, Vladimír Ptáček, A. Žák, Šístek, Soukup, L. Pospíšil, Velenský. Trenér Jaroslav Šíp
- RH Pardubice: Zdeněk Douša, Jiří Konopásek, Jiří Ammer, Josef Nečas, Jaroslav Kantůrek, Zuzánek, Sýkora, Formánek, Míčka, Maršoun, Přibyl, Skokan. Trenér Luboš Bulušek
- Dukla Olomouc: Zdeněk Kos, Pavel Pekárek, Zdeněk Hummel, Marian Kotleba, Pavol Bojanovský, Dzurilla, Heinecke, Majerčák, Benický, Dvořák, Bílý, Hradec, Vaněk, Šedina. Trenér Drahomír Válek
- Spartak Brno ZJŠ: Jan Bobrovský, Jiří Pospíšil), Kamil Brabenec, Jaroslav Beránek, Petr Novický, Jiří Balaštík, Vladimír Padrta, Vojtěch Petr, Šrámek, Arpáš, Stehlík, David, Hrubec. Trenér František Konvička.
- NHKG Ostrava: Vlastimil Hrbáč, Janál, Nevřela, Terč, M. Kostka, Buryan, Suchánek, Rubíček, Mužík, Dostál, Žila, Závodný, Búda. Trenér Jan Kozák
- Sparta Praha: Milan Voračka, Jan Mrázek, Jaroslav Fišer, Zdeněk Terzijský, Jaroslav Skála, Jiří Baumruk, Josef Klíma, Milan Korec, Peter Steinhauser, V. Mikula, J. Dárius 8, J. Bulvas 6, L. Špelina 5. Trenér Jiří Baumruk
- Baník Prievidza: Ivan Chrenka, Peter Chrenka, Tóth, Bačík, Toporka, Michalik, Milota, R.Tallo, Dérer, Dubovec, Kmeť, Jakubec, Getta. Trenér J. Šimkovič
- Baník Handlová: J. Lacina, Č. Lacina, Cahrenko, Mikuláš, Zlatňanský, Štembera, Lovík, Chudík, Šuba, Bohunovský, Barniak. Trenér Dušan Lukášik
- Bohemians Praha: Robert Mifka, Karel Baroch, Kolář, Tesař, Fryč, Konečný, J. Žák, L. Pospíšil, Blažek, Vozárik, Bendl, Dohnal, Kotásek, Šedivý, Horák, Kadlec. Trenér V. Nejedlý
- Inter Bratislava: Vladimír Padrta, Justin Sedlák, Jánsky, Hagara, Justin Sedlák, Ivan, Bublávek, Mozola, Navrátil, Fabula, Plesník, Lauermann, Vanek, Truchlík. Trenér K. Klementis
- Slavoj Vyšehrad: Martin Brázda, Jan Strnad, Vladimír Mandel, Přikryl, Kocian, Daňsa, Lizálek, Beneš, Barták, Řepka, Jonke. Trenér J. Šimek
- Technika Brno: Kovařík, Vítek, Kratochvíl, Černý, Benža, Helan, Kříž, Vlk, Broža, Nebeský, Matula, Klofáč. Trenér J. Grulich

## Zajímavosti
- Mistrovství Evropy v basketbale mužů 1973 se konalo ve Španělsku Essen. Mistrem Evropy byla JugoslávieSovětský svaz, Španělsko bylo na 2. místě a Sovětský svaz na 3. místě. Na čtvrtém místě skončilo Československo, které hrálo v sestavě: Jiří Pospíšil 105 bodů /7 zápasů, Jiří Zídek 105 /7, Kamil Brabenec 73 /7, Zdeněk Kos 59 /7, Jiří Balaštík 30 /7, Gustáv Hraška 28 /6, Vojtěch Petr 27 /6, Petr Novický 23 /7, Jan Bobrovský 20 /2, Jan Blažek 14 /5, Josef Klíma 8 /7, Jiří Zedníček 1 /1, celkem 493 bodů v 7 zápasech (4-3). Trenér: Vladimír Heger.
- Dukla Olomouc v Poháru evropských mistrů 1973/74 hrála 4 zápasy (2-2, 310-316), byla vyřazena v osmifinále od BK Akademik Sofia, Bulharsko (90-80, 65-83).
- Zbrojovka Brno v Poháru vítězů pohárů 1973/74 hrála 11 zápasů (7-4, 1018-910), v semifinále vyřadila Pallacanestro Turín, Itálie (88-71, 70-86) a prohrála až ve finále s KK Crvena Zvezda Bělehrad, Jugoslávie 75-86 a skončila na druhém místě. Body ve finále: Jan Bobrovský 20, Kamil Brabenec 14, Vojtěch Petr 10, Jiří Balaštík 9, Jaroslav Beránek 8, Petr Novický 8, Jiří Pospíšil 6. Trenér František Konvička.
- Vítězem ankety Basketbalista roku 1973 byl Jan Bobrovský.
- „All Stars“ československé basketbalové ligy - nejlepší pětka hráčů basketbalové sezóny 1973/74: Zdeněk Kos, Jiří Zídek, Jan Bobrovský, Kamil Brabenec, Jiří Pospíšil.